# I'm a Rebel
I'm a Rebel drugi je studijski album njemačkog heavy metal sastava Accept. Diskografska kuća Brain Records objavila ga je 1. lipnja 1980.

## Popis pjesama
| 1. | »I'm a Rebel«           | George Alexander | Alexander | 3:58 |
| 2. | »Save Us«               | Accept           | Accept    | 4:36 |
| 3. | »No Time to Lose«       | Dirk Steffens    | Accept    | 4:36 |
| 4. | »Thunder and Lightning« | Accept           | Accept    | 4:03 |

| B-strana | B-strana             | B-strana    | B-strana   | B-strana | B-strana | B-strana | B-strana | B-strana | B-strana |
| Br.      | Skladba              | Tekstopisac | Skladatelj | Trajanje |          |          |          |          |          |
| -------- | -------------------- | ----------- | ---------- | -------- | -------- | -------- | -------- | -------- | -------- |
| 5.       | »China Lady«         | Steffens    | Accept     | 4:03     |          |          |          |          |          |
| 6.       | »I Wanna Be No Hero« | Steffens    | Accept     | 3:57     |          |          |          |          |          |
| 7.       | »The King«           | Steffens    | Accept     | 4:11     |          |          |          |          |          |
| 8.       | »Do It«              | Accept      | Accept     | 4:11     |          |          |          |          |          |
| 33:35    |                      |             |            |          |          |          |          |          |          |

## Zasluge
| Accept - Udo Dirkschneider – vokali - Wolf Hoffmann – gitara - Jörg Fischer – gitara - Peter Baltes – bas-gitara; vokali (na pjesmama 3 i 7); dodatni vokali (na pjesmi "Save Us") - Stefan Kaufmann – bubnjevi |  | Ostalo osoblje - Manfred Schunke – snimanje (pjesme "I Wanna Be No Hero") - René Tinner – miksanje (pjesme "I'm a Rebel") - Jeff Burdin – naslovnica - Murray Brenman – umjetnički direktor, dizajn - Greg Calbi – masteriranje - Dirk Steffens – produkcija - Christoph Bonno – miksanje |